# 郭廉
郭廉，福建福州府闽县人，明朝政治人物。擅長書法。
永樂九年，福建辛卯乡试中舉。永樂十六年（1418年）登戊戌科進士，官至监察御史。